# Lavalasar, Hungund
Lavalasar là một làng thuộc tehsil Hungund, huyện Bagalkot, bang Karnataka, Ấn Độ.